# جمعية كاه السياسية
جمعية كاه السياسية (بالصومالية: Urur Siyaasadeedka Kaah)‏ هو حزب سياسي حاكم في بونتلاند.

## التاريخ
في 21 مايو 2020، انضم رئيس بونتلاند سعيد دني إلى الحزب.
في 15 يوليو 2020، التقى أعضاء الحكومة الفيدرالية الصومالية مع سعيد ديني في مقر الحزب في مقديشو.
في 18 تموز 2020 عقد مؤتمر حزبي انتخب سعيد داني رئيساً له. كما انتخبت اللجنة المركزية أحمد علمي عثمان قراش نائباً أول لرئيس الحزب. كما تم انتخاب رئيس مجلس النواب السيد عبد الرشيد يوسف جبريل أول نائبًا ثانيًا لرئيس الحزب.
في 26 نوفمبر 2020، عقد سعيد دني اجتماعا مع قادة وأعضاء الحزب.

## روابط خارجية
- صفحة الفيسبوك
- صفحة تويتر
- صفحة يوتيوب